# Kazimierz Marszał
Kazimierz Marszał (ur. 18 sierpnia 1931 w Studzieńcu, zm. 19 czerwca 2021) – polski prawnik, profesor nauk prawnych, karnista, specjalista w zakresie procedury karnej. Profesor zwyczajny Uniwersytetu Śląskiego, w latach 1974–1976 dziekan Wydziału Prawa i Administracji Uniwersytetu Śląskiego.

## Życiorys
Uczęszczał do liceum w Chodzieży, następnie w Poznaniu. Od 1953 studiował prawo na Uniwersytecie Poznańskim. Studia ukończył w 1957, w latach 1957-1959 odbył aplikację sędziowską, następnie zdał egzamin sędziowski. Od 1959 pracował równocześnie jako asesor sądowy i jako asystent w Katedrze Prawa Karnego UAM. W 1961 otrzymał nominację sędziowską, zawód sędziego wykonywał jedynie do lutego 1962.
W 1964 obronił na UAM pracę doktorską Przedawnienie wszczęcia postępowania karnego, w 1969 habilitował się na podstawie pracy Zakaz reformationis in peius w polskim prawie karnym. Od 1970 pracował na Uniwersytecie Śląskim w Katowicach, gdzie w latach 1970-2001 kierował Zakładem Postępowania Karnego i Katedrą Prawa Karnego Procesowego
W latach 1971–1974 był prodziekanem, w latach 1974–1976 dziekanem Wydziału Prawa i Administracji UŚ. W 1977 otrzymał tytuł naukowy profesora nadzwyczajnego.
W 2005 został członkiem Komisji Kodyfikacyjnej Prawa Karnego.
Został wykładowcą Wyższej Szkoły Humanitas w Sosnowcu.
Pod jego kierunkiem stopień naukowy doktora uzyskali m.in. Zbigniew Kwiatkowski (1986), Radosław Koper (2000), Jarosław Zagrodnik, i Katarzyna Sychta (2004).
W 2003 ukazała się księga jubileuszowa na cześć prof. Kazimierza Marszała pt. Współczesne problemy procesu karnego i wymiaru sprawiedliwości red. Piotr Hofmański i Kazimierz Zgryzek (Wydawnictwo Uniwersytetu Śląskiego).
Był odznaczony Srebrnym Krzyżem Zasługi, Krzyżem Kawalerskim Orderu Odrodzenia Polski, Medalem Komisji Edukacji Narodowej.
Zmarł 19 czerwca 2021. 25 czerwca 2021 został pochowany na Centralnym Cmentarzu Komunalnym w Katowicach.

## Publikacje
- Ingerencja prokuratora w ściganie przestępstw prywatnoskargowych w polskim procesie karnym, Warszawa: Wydawnictwo Prawnicze, 1980.
- Postępowania przed organami państwa (skrypt), Warszawa: PWN, 1982.
- Prawo karne procesowe, Warszawa: PWN, 1988.
- Proces karny, Katowice: Wydawnictwo „Volumen”, 1992 (wiele kolejnych wydań)
- Proces karny. Przebieg postępowania, Katowice: Wydawnictwo „Volumen”, 2012.
- Proces karny. Zagadnienia ogólne, Katowice: Wydawnictwo „Volumen”, 2013.
- Przedawnienie w prawie karnym, Warszawa: Państwowe Wydawnictwo Naukowe, 1972.
- Stosowanie środków przymusu w procesie karnym. Problem karnoprocesowych ograniczeń praw obywatelskich, Katowice: UŚ, 1990.
- Zakaz „reformationis in peius” w polskim procesie karnym, Poznań: Uniwersytet im. Adama Mickiewicza w Poznaniu, 1968.[13].